# Número de Euclides
Em matemática, os números de Euclides são números naturais da forma {\displaystyle E_{n}=P_{n}\#+1}, onde {\displaystyle P_{n}\#} é o primorial de {\displaystyle P_{n}}, enquanto {\displaystyle P_{n}} é o enésimo número primo. Recebem o seu nome em homenagem ao matemático grego Euclides.
Por vezes acredita-se erradamente que o teorema de Euclides da infinitude dos números primos se baseia nestes números. De facto, a demonstração original de Euclides não pressupõe que o conjunto de todos os números primos seja finito. Considera um conjunto finito de números primos, que não tem por que conter os n primeiros mas que poderia perfeitamente conter, por exemplo, os números 3, 41 e 53. Daí a razão para pelo menos um número primo que não esteja na lista.
Os primeiros números de Euclides são 3, 7, 31, 211, 2311, 30031, 510511 (sequência A006862 na OEIS).
{\displaystyle E_{6}=13\#+1=30031=59\times 509}
é o primeiro número de Euclides composto, pelo que nem todos os números de Euclides são primos. Não se sabe se existem infinitos números de Euclides que sejam primos.
Um número de Euclides não pode ser um quadrado perfeito.
Para todo o {\displaystyle n\geq 3}, o último algarismo de {\displaystyle E_{n}} é 1, já que {\displaystyle E_{n}-1} é divisível entre 2 e 5.